# Reuven Barkat
Reuven Barkat (25 octobre 1906 - 5 avril 1972) est un homme politique israélien qui est membre de la Knesset pour l'Alignement et le Parti travailliste de 1965 jusqu'à sa mort en 1972.

## Biographie
Né Reuven Borstein à Tauragė dans le gouvernorat de Kovno de l'Empire russe (aujourd'hui en Lituanie), Barkat est éduqué dans un heder et une Yechiva, avant de fréquenter le gymnase juif de Lituanie. Il est l'un des fondateurs des mouvements Jeunes Pionniers et Jeunes Hébreux du pays. Il étudie ensuite le droit et les lettres à l'Université de Paris et à l'Université de Strasbourg, et préside l'Union des étudiants hébreux.
En 1926, il fait son alya en Palestine mandataire. De 1928 à 1933, il travaille comme secrétaire du département de colonisation de HaMerkaz HaHakla'i, avant de devenir directeur du département des contacts publics, qui organise le transfert des biens juifs de l'Allemagne nazie vers la Palestine, poste qu'il occupe jusqu'en 1938.
Entre 1940 et 1946, il est secrétaire général du Comité national du soldat juif, avant de rejoindre le département politique de la Histadrout. En 1949, il devient chef du département et également membre du comité central du syndicat. Il dirige ensuite également le département des affaires arabes.
En 1960, Barkat est nommé ambassadeur en Norvège. En 1962, il devient secrétaire général du Mapaï, poste qu'il occupe jusqu'en 1966. En 1965, il est élu à la Knesset sur la liste de l'Alignement (alliance du Mapaï et de l'Akhdut HaAvoda). Il est réélu en 1969 et nommé président de la Knesset. Il décède en fonction en 1972, à l'âge de 65 ans. Son siège est repris par Aviad Yafeh.